# Blah Blah Blah
"Blah Blah Blah" je pjesma američke pjevačice Ke$he. Objavljena je 19. veljače 2010. kao njen debitantski singl, ali i kao najavni singl za njen album Animal. Ke$ha je izjavila da pjesma govori i muškarcima na onaj način na koji oni govore o ženama u glazbenoj industriji. Pjesmu su napisali Ke$ha, Neon Hitch, Sean Foreman, a producent pjesme je Benny Blanco. Na pjesmi gostuje američki sastav 3OH!3.
Prije nego što je pjesma objavljena kao singl, plasirala se na top liste u nekolicini država zbog velikog broja digitalnih downloada. Pjesma je najveći uspjeh postigla u Kanadi i Australiji, gdje je dospjela do 3. mjesta na tamošnjim top listama singlova.

## O pjesmi
Pjesmu "Blah Blah Blah" su uz Ke$hu napisali i Neon Hitch, Sean Foreman te Benny Blanco. Blanco je ujedno i producent pjesme.
U intervjuu za časopis Toronto Sun Ke$ha je komentirala tekst pjesme.
"Pjesma "Blah Blah Blah" sadrži veoma osnažujuć tekst pjesme za žene. Pjesma na neki način govori o tome kako dečki govore o djevojkama u industriji i kako im predbacuju. Oni svi dobe svoje u defektu. To smatram smiješnim. Literarno govorim muškarcima o tome kako svaki reper priča o ženama u svakoj rap pjesmi na radiju."
Ke$ha je izjavila da je pjesma nastala iz rasprave koju je vodila u studiju o muško-ženskim prijateljstvima.
"Pjesma je nastala onog trena kada su se ljudi koji su je napisali - ja, Benny Blanco, Neon Hitch i Sean Foreman - okupili u jednoj prostoriji i pričali o tome kako komadi previše pričaju. I ja i Neon smo bili onako "Ne, ne, ne, dečki su oni koji pričaju previše". I tako smo vodili rat o tome tko je više odvratan, dečki ili cure. I sama pjesma je nastala iz tog razgovora. MIslim da sam prilično jasna s pjesmom i videom da su dečki ti koji su više iritantni."
Sara Anderson iz tvrtke AOL je o pjesmi rekla: "Ke$ha pjeva - preko synth zvuka videoigara - o dobivanju dečkiju.

## Kritički osvrti
"Blah Blah Blah" je dobila različite ocjene od glazbenih kritičara.

## Videospot
Spot za pjesmu snimljen je pod redateljskom palicom Brendana Malloya u Los Angelesu u siječnju 2010. Spot je premijerno prikazan na YouTube kanalu glazbene tvrtke VEVO. Oba člana sastavaa 3OH!3 pojavljuju se u spotu.

## Popis pjesama
CD singl
1. "Blah Blah Blah" - 2:52

Digitalni download
1. "Blah Blah Blah" - 2:52
2. "TiK ToK" (Joe Bermudez Club Mix) - 5:09

Digitalni download EP
1. "Blah Blah Blah" - 2:52
2. "TiK ToK" (Joe Bermudez Club Mix) - 5:09
3. "TiK ToK" (Trey Told 'Em Remix) - 4:14

## Top liste
| Top liste (2010.)      | Najviša pozicija |
| ---------------------- | ---------------- |
| Australija             | 3                |
| Belgija (Flandrija)    | 54               |
| Belgija (Valonija)     | 41               |
| Europa                 | 36               |
| Hrvatska               | 20               |
| Irska                  | 18               |
| Kanada                 | 3                |
| Nizozemska             | 32               |
| Novi Zeland            | 7                |
| SAD Billboard Hot 100  | 7                |
| Švedska                | 44               |
| Ujedinjeno Kraljevstvo | 11               |

| Država     | Certifikacija | Prodaja |
| ---------- | ------------- | ------- |
| Australija | zlatna        | 35.000  |

## Povijest objavljivanja
| Država                 | Datum             | Format             |
| ---------------------- | ----------------- | ------------------ |
| SAD                    | 2. veljače 2010.  | airplay            |
| Australija             | 19. veljače 2010. | CD singl           |
| Australija             | 19. veljače 2010. | digitalni download |
| Ujedinjeno Kraljevstvo | 28. veljače 2010. | digitalni download |
| Ujedinjeno Kraljevstvo | 1. ožujka 2010.   | CD singl           |